# Killochan Castle

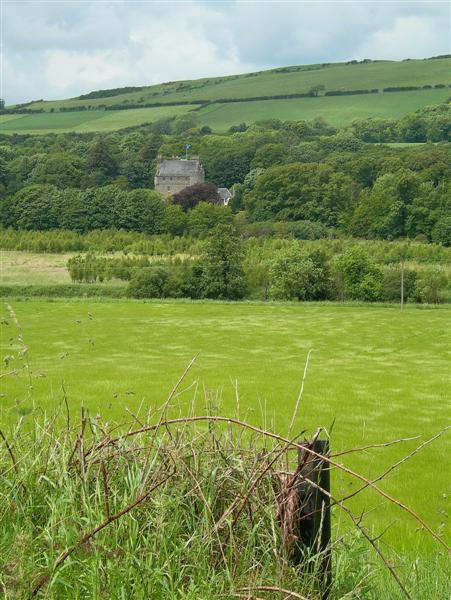
Killochan Castle

Killochan Castle ist ein Herrenhaus nahe der schottischen Ortschaft Old Dailly in der Council Area South Ayrshire. Es wurde 1971 in die schottischen Denkmallisten in der höchsten Denkmalkategorie A aufgenommen. Die zugehörigen Stallungen sind eigenständig ebenfalls als Kategorie-A-Bauwerk klassifiziert. Das Herrenhaus ist ab Sommer 2022 öffentlich zugänglich.

## Geschichte
Es gab einen Vorgängerbau von Killochan Castle entweder am selben Standort oder wahrscheinlicher ein kurzes Stück weiter flussaufwärts. Überreste dieses Gebäudes sind bisher nicht aufgefunden worden. Eine Tafel oberhalb des Eingangs des Treppenturms weist das Baujahr 1586 aus (Baubeginn am 1. März). Auf Grund des mächtigen Mauerwerks gibt es jedoch bisher unbestätigte Vermutungen, dass zumindest Fragmente älteren Datums sind und sich das Datum nur auf den Treppenturm bezieht, der später hinzugefügt worden sein könnte. Die Tafel weist Ihone Cathcart als Bauherrn aus.
Die Cathcart-Familie verkaufte das Herrenhaus 1954. Die letzten Besitzer des Herrenhauses waren der englische Unternehmer Michael Knighton (1989 bis 1997), die deutsche Unternehmerin Viola Hallman (bis 2012) und ein saudischer Geschäftsmann (bis 2020).

## Beschreibung
Das Herrenhaus liegt auf einem weitläufigen Grundstück am Nordufer des Water of Girvan rund einen Kilometer nordöstlich von Old Dailly. Killochan Castle weist einen L-förmigen Grundriss auf. An der Südostkante des dreistöckigen Gebäudes tritt eine runde Tourelle hervor, was für diesen Gebäudetyp ungewöhnlich ist. Außerdem ist dieser Turm mit einer ungewöhnlich hohen Zinnenbewehrung versehen. Der Eingangsbereich befindet sich am quadratischen Treppenturm im Gebäudeinnenwinkel. Die Halle befindet sich im ersten Obergeschoss, während die darüberliegenden Geschosse in zahlreiche Schlaf- und Aufenthaltsräume unterteilt sind.

## Stallungen
Die zugehörigen Stallungen stammen aus dem 18. Jahrhundert. Sie bestehen aus zwei parallel verlaufenden länglichen Gebäuden, die über eine Mauer mit Toreinfahrt miteinander verbunden sind. Ein flacher Flügel verbindet das südliche der beiden Gebäude direkt mit dem Herrenhaus. Die Fassaden der zweistöckigen Stallungen sind mit rosafarbenem Harl verputzt. Die Gebäude haben  Walmdächer. Die Verbindungsmauer ist bossiert.